# کنوانسیون استکهلم برای آلاینده‌های آلی دیرپا

اعضای دولتی

کنوانسیون استکهلم برای آلاینده‌های آلی دیرپا (به انگلیسی: Stockholm Convention on Persistent Organic Pollutants)، یک معاهده بین‌المللی زیست‌محیطی است که در ۲۲ مه ۲۰۰۱ در استکهلم امضا شد و از ۱۷ می ۲۰۰۴ لازم‌الاجرا شد و هدف آن حذف یا محدود کردن تولید و استفاده از آلاینده‌های آلی دیرپا (POPs) است.